# POWER/パワー ブックII:ゴースト
『POWER/パワー ブックII：ゴースト』（原題: Power Book II: Ghost）は、2020年から放送されているアメリカ合衆国のテレビドラマシリーズ。2014年から2020年まで放送された『POWER/パワー』の続編となるシリーズで、タリク・セントパトリックのその後の人生を追う。コートニー・A・ケンプと50セントが製作を務め、マイケル・レイニー・Jr、シェーン・ジョンソン、ジャンニ・パオロらが出演した。
アメリカでは2020年9月6日にStarzで放送が開始された。日本では本国の放送と同時にSTARZPLAYから日本語字幕・吹き替え版が配信された。本作はシーズン2の製作が決定している。

## あらすじ
物語は前作『POWER/パワー』のエンディングの数日後からスタートする。タリク･セントパトリックは、父親の遺産や、家族を守るプレッシャーに直面していた。タリクは売人稼業、勉強、恋愛、家族の間で葛藤しながらも、父親を超える存在になることで違う運命を掴みとることを決意する。

## キャスト

### メイン
タリク・セントパトリック
演 - マイケル・レイニー・Jr
クーパー・サックス
演 - シェーン・ジョンソン
ブレイデン・ウエストン
演 - ジャンニ・パオロ、吹替 - 三好翼
Caridad "Carrie" Milgram
演 - メラニー・リバード
Dru Tejada
演 - ラヴェル・アダムズ＝グレイ
Ezekiel "Zeke" Cross
演 - ダニエル・ベロミー
Tameika Washington
演 - クインシー・タイラー・バーンスタイン
Lauren Baldwin
演 - ペイジ・ハード
Cane Tejada
演 - ウッディ・マクレーン
Jabari Reynolds
演 - ジャスティン・マルセル・マクマナス
Davis Maclean
演 - メソッド・マン
Diana Tejada
演 - ラトヤ・トノデオ
Monet Stewart Tejada
演 - メアリー・J. ブライジ
ターシャ・セントパトリック
演 - ナトゥーリ・ノートン、吹替 - 村田遥

## エピソード
| シーズン | シーズン | 話数 | 話数          | 放送期間     | 放送期間      |
| シーズン | シーズン | 話数 | 話数          | 初回放送     | 最終回放送    |
| -------- | -------- | ---- | ------------- | ------------ | ------------- |
|          | 1        | 10   | 5             | 2020年9月6日 | 2020年10月4日 |
| 5        | 1        | 10   | 2020年12月6日 | 2021年       |               |

## 製作
2019年7月26日、Starzが本作の製作を発注したことを発表した。2020年9月22日、Starzは第2シーズンへの更新を決定した。